# San José Las Flores
San José Las Flores è un comune del dipartimento di Chalatenango, in El Salvador.